# Franz Fühmann

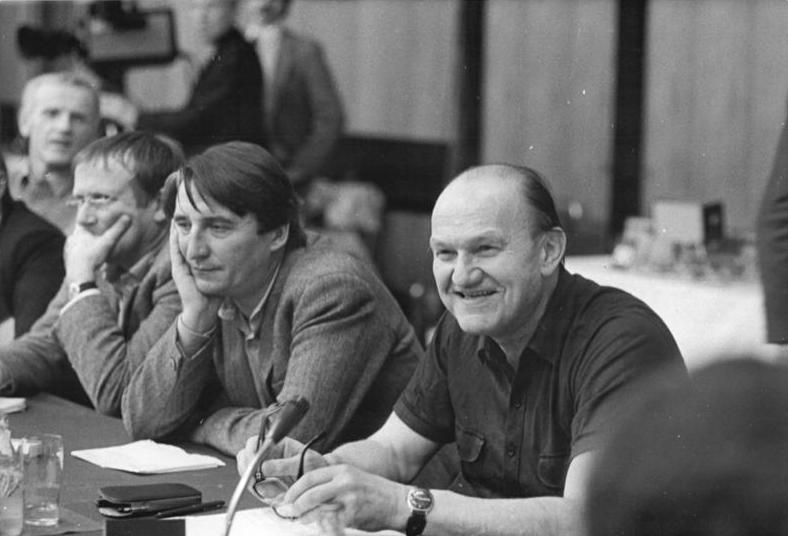
Franz Fühmann (derecha) en 1981.

Franz Antonia Josef Rudolf Maria Fühmann, Franz Antonie Josef según su partida bautismal, (Rokytnice nad Jizerou, Checoslovaquia, 15 de enero de 1922-Berlín Este, 8 de julio de 1984) fue un escritor alemán. Trabajó como narrador, poeta, ensayista y autor de literatura infantil en la República Democrática Alemana. Después de una juventud marcada por el nacionalsocialismo, después de la Segunda Guerra Mundial se hizo socialista, aunque con el paso de los años se volvió crítico con el rumbo que tomó la RDA, que al final de su vida le acabó decepcionando.

## Vida
Hijo de un farmacéutico, después del colegio acudió al convictorio Kalksburg, cerca de Viena, del que huyó en 1936. Aprobó el gimnasio en Liberec, ingresó en el club alemán, que más adelante se transformaría en las Juventudes Hitlerianas de los Sudetes, y en 1937 se hizo miembro de la fraternidad estudiantil Hercynia. En el año en el que la Alemania nazi se anexionó Sudetenland, Fühmann se hizo miembro de la Sturmabteilung. Después de un cambio de escuela aprobó su Matura en 1941.
En 1947 se matriculó en matemáticas en la Universidad Carolina, pero enseguida empezó a ayudar en el Reichsarbeitsdienst, y después ingresó en la Wehrmacht. Fue soldado en la Unión Soviética y en Grecia, y durante el transcurso de la guerra publicó un poema en el semanario Das Reich. En 1945 fue capturado por los soviéticos, y en 1946 le enviaron a una Antifa-Schule («escuela antifascista») en Noginsk, cerca de Moscú.
En 1949 pudo regresar a la RDA, donde residió hasta su muerte en Märkisch Buchholz y Berlín. Ese mismo año ingresó en el Partido Nacional Democrático de Alemania (NDPD), al que perteneció hasta 1972, y hasta 1958 colaboró con el aparato del partido. Además fue miembro de la junta directiva de la Deutscher Schriftstellerverband desde 1952. A partir de 1958 y hasta su muerte se dedicó a escribir.
Además de su faceta literaria, Fühmann era una persona activa en el ámbito de la política. Ayudó a muchos autores jóvenes e intercedió por escritores que encontraban trabas o que sufrían represión por parte de las autoridades de la RDA. Fue uno de los primeros firmantes de la carta de protesta contra el destierro de Wolf Biermann en el año 1976.
Recibió en 1955 la Vaterländischer Verdienstorden (bronce), en 1956 el Premio Heinrich Mann, en 1957 y 1974 el Premio Nacional de la RDA, en 1977 el Deutscher Kritikerpreis y en 1982 el Premio Hermanos Scholl, además de otros reconocimientos nacionales e internacionales. Fue miembro de la Academia de las Artes de Berlín.
Falleció de cáncer en 1984. Por su expreso deseo fue enterrado en Märkisch Buchholz y no en Berlín.

## Obra

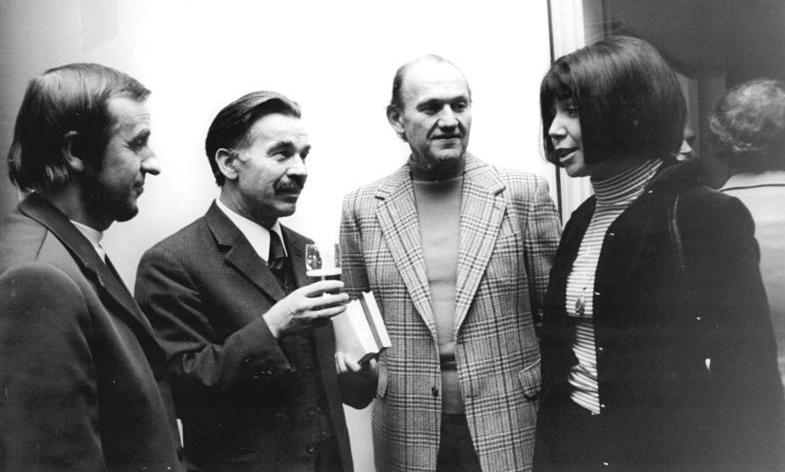
De izquierda a derecha, Kurt Kelm, Jan Koprowski, Franz Fühmann e Irmtraud Morgner en el año 1973.

Fue un autor polifacético; escribió poemas, adaptaciones libres, literatura infantil, ensayos, una vasta obra narrativa y realizó intentos literarios poco comunes. Por ejemplo, escribió un ballet (Kirke und Odysseus), publicó junto con el fotógrafo Dietmar Riemann un libro sobre personas con discapacidad intelectual (Was für eine Insel in was für einem Meer) en el que trabajó tres años, y un libro de poemas donde él únicamente escribió los títulos, elaborado a partir de reorganizar el diccionario de rimas de Wilhelm Steputat (Urworte. Deutsch).
Durante toda su vida tuvo el deseo de escribir literatura infantil y juvenil; publicó su primer libro para niños a petición de su hija. Después continuó con cuentos de hadas, piezas para títeres, libros y narraciones sobre leyendas clásicas. Mantuvo correspondencia con niños que le leían, y redactó algún libro por encargo. 
Su obra narrativa es extensa. Sus primeros relatos poseen a menudo un carácter autobiográfico. En su volumen Das Judenauto trató sobre temas de su infancia y de su juventud. En otras narraciones analiza la época del nacionalsocialismo y su participación. El término «cambio» era para él, que se había convertido en un socialista convencido después de un pasado nacionalsocialista, sumamente importante. De hecho, es uno de los temas principales de una de sus obras más importantes, Zweiundzwanzig Tage oder Die Hälfte des Lebens; en ella Fühmann reflexiona, en forma de diario de un viaje a Hungría, sobre diferentes temas e intercala pequeños relatos.
Otra parte esencial del contenido de la obra de Fühmann son los cuentos de hadas, las leyendas y los mitos. Sus ensayos contribuyeron a la publicación de autores inéditos en la RDA, como Georg Trakl o Sigmund Freud.
A partir de Zweiundzwanzig Tagen empezó a mostrarse crítico con la sociedad de la RDA. Intentó mediante cartas a políticos (más adelante lo hizo públicamente) convencerles para que aplicaran cambios en sus políticas, sobre todo en las políticas culturales. Esta situación se vio reflejada en su obra, sobre todo en Saiäns-fiktschen. Abandonó las asociaciones político-culturales de la RDA, como la Schriftstellerverband der DDR o la Academia de las Artes de Berlín. En su último año de vida empezó a desesperarse por las condiciones políticas de la RDA, como se puede ver en la correspondencia que mantenía con Christa Wolf (Monsieur – wir finden uns wieder). No pudo finalizar lo que él consideraba su obra principal, aparecida tras su muerte con el título Im Berg en el año 1991, y que mantuvo el subtítulo que Fühmann quería: Fragment eines Scheiterns (fragmento de un fracaso).
En su testamento, que se dio a conocer un año después de su muerte, dejó dicho:

Ich habe grausame Schmerzen. Der bitterste ist der, gescheitert zu sein: In der Literatur und in der Hoffnung auf eine Gesellschaft, wie wir sie alle einmal erträumten.
Tengo dolores terribles. El más amargo, ser un fracasado en la literatura y en la esperanza en una sociedad como la que todos una vez soñamos.
Testamento de Franz Fühmann

La Academia de las Artes de Berlín gestiona su legado literario, y los cerca de 17 000 volúmenes de su biblioteca, subrayados y con notas, forman parte de la Historische Sammlungen de la Zentral- und Landesbibliothek Berlin.

## Trabajos

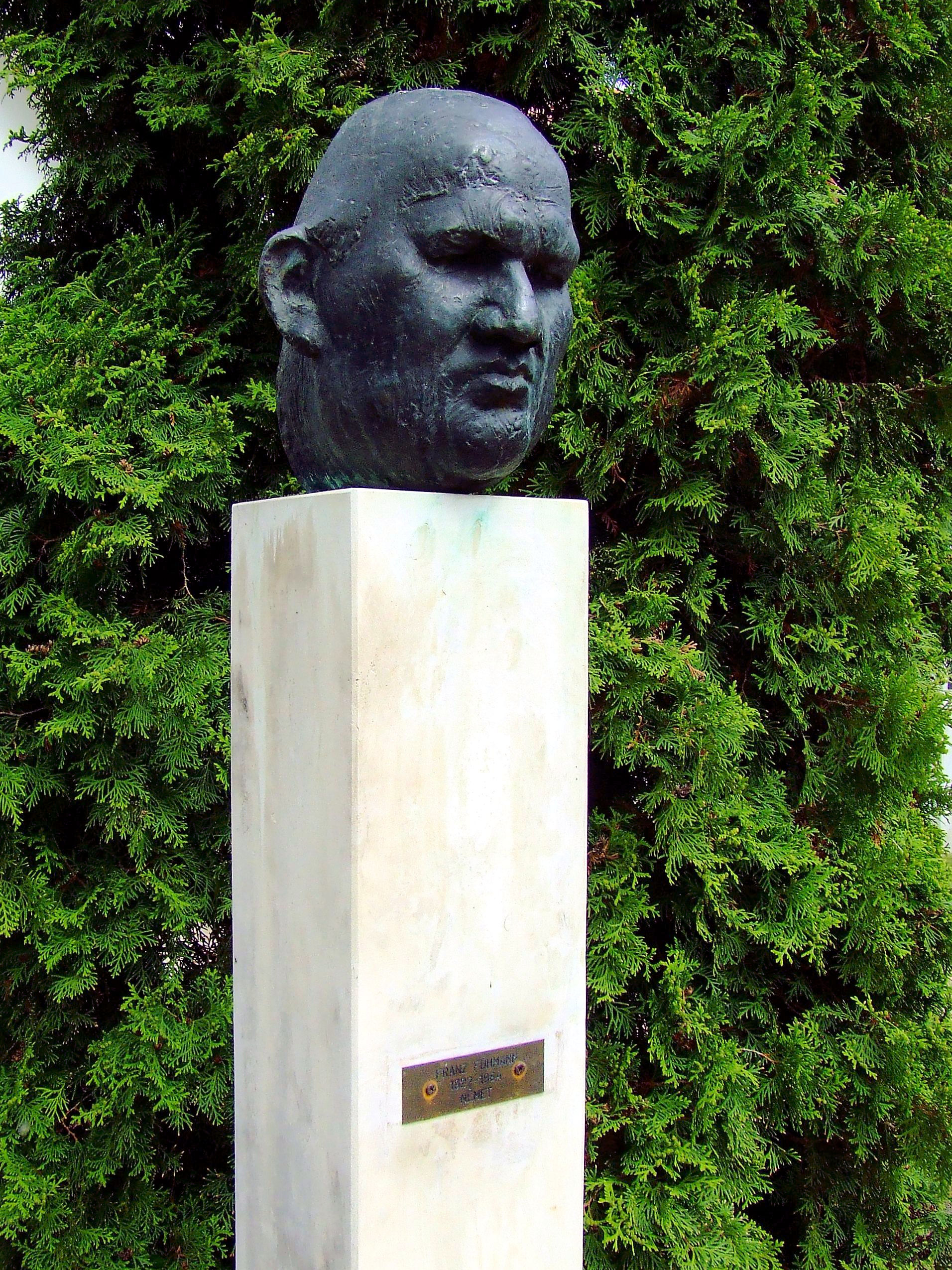
Busto de Franz Fühmann en Kiskőrös, obra de Wieland Förster.

### Literatura infantil y juvenil
- Vom Moritz, der kein Schmutzkind mehr sein wollte (1959)
- Die Suche nach dem wunderbunten Vögelchen (1960)
- Lustiges Tier-ABC (1962)
- Androklus und der Löwe (1966)
- Das hölzerne Pferd: die Sage vom Untergang Trojas und von den Irrfahrten des Odysseus. Nach Homer und anderen Quellen neu erzählt (1968)
- Shakespeare-Märchen (1968)
- Das Nibelungenlied. Neu erzählt von Franz Fühmann (1971)
- Prometheus. Die Titanenschlacht (1974)
- Die dampfenden Hälse der Pferde im Turm von Babel (1978)
- Schlipperdibix und Klapperdibax! (1985)
- Märchen auf Bestellung (1990)
- Anna, genannt Humpelhexe (2002)
- Von der Fee, die Feuer speien konnte (2003)
- Doris Zauberbein (2004)
- Die dampfenden Hälse der Pferde im Turm von Babel (2005)
- Der Sommernachtstraum (2007)
- Die Suche nach dem wunderbunten Vögelchen (2008)
- Ein Wintermärchen (2009)

### Poesía y adaptaciones
- Die Fahrt nach Stalingrad (1953)
- Die Richtung der Märchen (1962)
- Miklós Radnóti: Ansichtskarten (1967)

### Narraciones
- Kameraden (1955)
- Kabelkran und blauer Peter (1961)
- Böhmen am Meer (1962)
- Das Judenauto (1962)
- Barlach in Güstrow (1963)
- König Ödipus (1966)
- Zweiundzwanzig Tage oder Die Hälfte des Lebens (1973)
- Der Geliebte der Morgenröte (1978)
- Saiäns-fiktschen (1981)
- Kirke und Odysseus (1984)
- Das Ohr des Dionysios. Nachgelassene Erzählungen (1985)

### Ensayos
- Das mythische Element in der Literatur (1975)
- Vor Feuerschlünden. Erfahrung mit Georg Trakls Gedicht (1982)
- Meine Bibel; Erfahrungen (1983)

### Otros géneros literarios
- Was für eine Insel in was für einem Meer. Leben mit geistig Behinderten (1985)
- Die Schatten. Hörspiel (1986)
- Urworte. Deutsch. Aus Steputats Reimlexikon (1988)
- Alkestis. Libretto (1989)

### Recopilación de su legado
- Im Berg. Texte aus dem Nachlaß (1991)
- Prometheus. Die Zeugung (1996)
- Das Ruppiner Tagebuch (2005)
- Märchen für Erwachsene. Hörspiele, Essays und andere Texte (2008)

### Cartas
- Briefe. 1950–1984. Eine Auswahl (1994)
- Monsieur – wir finden uns wieder. Briefe 1968–1984 (correspondencia con Christa Wolf, 1995)
- Protokolle aus der Dämmerung. 1977–1984. Begegnungen und Briefwechsel zwischen Franz Fühmann, Margarete Hannsmann und HAP Grieshaber (2000)
- Briefe aus der Werkstatt des Nachdichters. Mitgeteilt vom Adressaten Paul Kárpáti (2007)

## Filmografía
Varias películas están basadas en obras de Fühmann, y en otras fue guionista:
- Betrogen bis zum jüngsten Tag (1957)
- Die heute über 40 sind (1960, guionista)
- Der Schwur des Soldaten Pooley (1962, guionista)
- Die Suche nach dem wunderbunten Vögelchen (1964)
- Köpfchen Kamerad (1965, guionista)
- Der verlorene Engel (1966)
- Das Geheimnis des Ödipus (1973/74, guionista)
- Der Fall Ö. (1991)